# 安条克一世

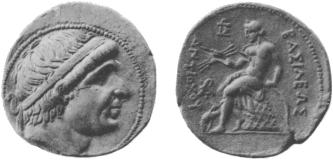
钱币上的安条克一世头像

安条克一世（救主）（前324年—前261年），塞琉古帝国国王，前294年至前261年在位。
安条克一世是塞琉古帝国的建立者“胜利者”塞琉古一世和王后阿帕瑪的儿子。约从前294年至前281年，他与父亲共同统治帝国，前281年父亲去世后开始独自统治，安条克一世在位期間，帝國接連陷入與馬其頓王國安提柯二世的戰爭、安那托利亞的獨立、托勒密王朝的敘利亞戰爭、加拉太人入侵和敘利亞境內叛亂，使安条克不得安寧。
安条克一世即位後，小亞細亞和敘利亞境內接連發生叛亂，安条克不得不停止與殺父仇人托勒密·克勞諾斯作戰，被迫放棄色雷斯等地，也無法掌控對比提尼亚和卡帕多細亞波斯王公的控制。
安条克一世致力發展東方貿易，曾派遣地理學家勘查裡海周圍地區，並继续执行使东方希腊化的帝國政策，在叙利亚等地建立了大批城市。當遊牧民族掠奪帝國東方領地後，安条克修復被入侵者破壞的設施，重建了三座都市。安条克一世与印度王公们保持和平，对孔雀王朝统治中亚予以默认；他（或者是其父塞琉古）曾向印度派出一位名叫代马库斯的使节，受到印度人的友好接待（接待这位使节的孔雀朝国王大概是宾头娑罗）。
前279年，東歐的凯尔特人（也许是来自高卢）。開始入侵希臘，安条克一世隨與凯尔特人簽訂互不侵犯條約，但兩年後兩萬名凯尔特人進入小亞細亞，騷擾塞琉古帝國，前275年，安条克一世在戰場上最終在印度戰象投入下，才打败了侵入亚洲的凯尔特人（稱之為“加拉太人”，使愛奧尼亞的希臘城邦免於加拉太人的侵犯，而得到"救主"的稱號。當加拉太人入侵時，他鼓勵希臘人遷入帝國內，並在小亞細亞修建許多新城市，也在中亞修建城市（今梅爾夫），重新命名為安条克，來防禦帕提亚對帝國東部的威脅。
前279年，埃及托勒密王朝托勒密二世侵占小亞細亞的米利都，前276年又入侵敘利亞北部，之後安条克一世把入侵者逐出，在托勒密二世與阿爾西諾伊二世結婚後，從前274年至前271年，托勒密王朝再與安條克一世作戰，即所谓第一次敘利亞戰爭。结果安條克一世被埃及国王托勒密二世打败。安条克一世被迫割让柯里敘利亞，塞琉古帝国因此失去了米利都和腓尼基。安条克一世企图吞并比提尼亚的计划也没有成功。
从前263年起，安条克一世与拍加马王國国王欧迈尼斯一世为争夺安纳托利亚而长期征战。而安條克一世本人則在前261年病逝。

## 资料来源
- 《苏联历史百科全书·人物卷》，1961~1973
- 《古印度简史》，许海山主编，中国言实出版社，ISBN 7-80128-801-7
- 《簡明大英百科》

| 安条克一世 塞琉古王朝出生于：前324年逝世於：前261年 | 安条克一世 塞琉古王朝出生于：前324年逝世於：前261年 | 安条克一世 塞琉古王朝出生于：前324年逝世於：前261年 |
| --------------------------------------------------- | --------------------------------------------------- | --------------------------------------------------- |
| 前任者： 塞琉古一世                                 | 塞琉古帝國國王 前293年－前261年                     | 繼任者： 安條克二世                                 |